# Daniel García Carrillo
Daniel „Dani“ García Carrillo (* 24. Mai 1990 in Zumarraga) ist ein spanischer Fußballspieler.

## Karriere
García wechselte 2009 aus der Jugend von Real Sociedad zum FC Alicante. Im März 2010 debütierte er für Alicante in der Segunda División B, als er am 29. Spieltag der Saison 2009/10 gegen die B-Mannschaft des FC Valencia in der Startelf stand und in der 86. Minute durch Pucho ersetzt wurde.
Nach dem Zwangsabstieg von Alicante in die Tercera División 2011 wechselte García zur Saison 2011/12 zur B-Mannschaft des FC Getafe. Für Getafe B absolvierte er in jener Saison 36 Spiele in der Segunda División B, in denen er ohne Treffer blieb.
Zur Saison 2012/13 kehrte er zu Real Sociedad zurück, wurde jedoch direkt für zwei Jahre an den Drittligisten SD Eibar verliehen. Seinen ersten Treffer in der dritthöchsten spanischen Spielklasse erzielte er im Januar 2013 bei einem 4:0-Sieg von Eibar gegen den CD Tudelano. Mit Eibar stieg er zu Saisonende in die Segunda División auf. Sein Debüt in dieser gab er im August 2013 gegen Real Jaén. 2014 stieg er mit dem Verein auch in die Primera División auf.
Zur Saison 2014/15 wurde García fest von Eibar verpflichtet. Sein Debüt für die Basken in der höchsten spanischen Spielklasse gab er im August 2014 gegen Real Sociedad. Bei einem 2:0-Sieg gegen den FC Elche im September 2014 erzielte er sein erstes Tor in der Primera División. Zu Saisonende hatte er 34 Einsätze in der Liga zu Buche stehen, in denen er einen Treffer erzielte. Auch in den folgenden drei Saisonen absolvierte er immer mindestens 32 der 38 Saisonspiele bei Eibar.
Nach über 130 Erstligaspielen für Eibar wechselte er zur Saison 2018/19 zum Ligakonkurrenten Athletic Bilbao, bei dem er fünf Jahre bis Juni 2024 blieb und 195 Pflichtspiele absolvierte. Im Sommer 2024 schloss er sich dem griechischen Erstligisten Olympiakos Piräus an.